# Jorts
Los jorts (un acrónimo de jean shorts) son pantalones cortos hechos de mezclilla. Pueden ser cutoffs, que se hacen cortando pantalones vaqueros, o pantalones hechos ya cortos comprados en una tienda. La palabra jorts a veces se refiere específicamente a pantalones cortos de mezclilla de gran tamaño que suelen usar los hombres. La palabra se usa a menudo con humor y el estilo se ha asociado con una moda uncool o «de papá».
Los pantalones cortos de mezclilla fueron inventados durante la contracultura en la década de 1960. En las décadas siguientes, se asociaron con contraculturas como el punk, el hip hop y el monopatinaje. Los cortes de pelo muy cortos, conocidos como Daisy Dukes (en honor a un personaje de la serie The Dukes of Hazzard), fueron populares en la década de 1970. Los pantalones cortos holgados se introdujeron en la década de 1980. En las décadas de 1990 y 2000, varios estilos de pantalones cortos eran populares, y los músicos de hip hop solían usar pantalones cortos holgados. Los pantalones cortos largos se convirtieron en tendencia a principios de la década de 2020, antes de lo cual los Daisy Dukes habían estado más de moda. Las celebridades y las marcas de lujo comenzaron a asociarse con los pantalones cortos, que la gente usaba tanto por comodidad como por su valor irónico.

## Etimología
La palabra jorts, un acrónimo de jean shorts, fue documentada por primera vez en la década de 1990. Se agregó al Oxford English Dictionary en 2013 y al Merriam-Webster en 2023. La palabra puede referirse a los pantalones cortos de mezclilla en general o a un estilo de gran tamaño popular en la década de 2020. El uso de la palabra cutoffs, para referirse a pantalones vaqueros u otros pantalones que han sido cortados, está atestiguado desde 1967.
La palabra jorts se utiliza a menudo para referirse de forma humorística o despectiva a los pantalones cortos de mezclilla pasados de moda que usan los hombres, mientras que las palabras cutoffs y Daisy Dukes se refieren a estilos femeninos más populares. Según André Wheeler de The Washington Post, el sonido gracioso de la palabra contribuye a la reputación humorística de los jorts.

## Historia

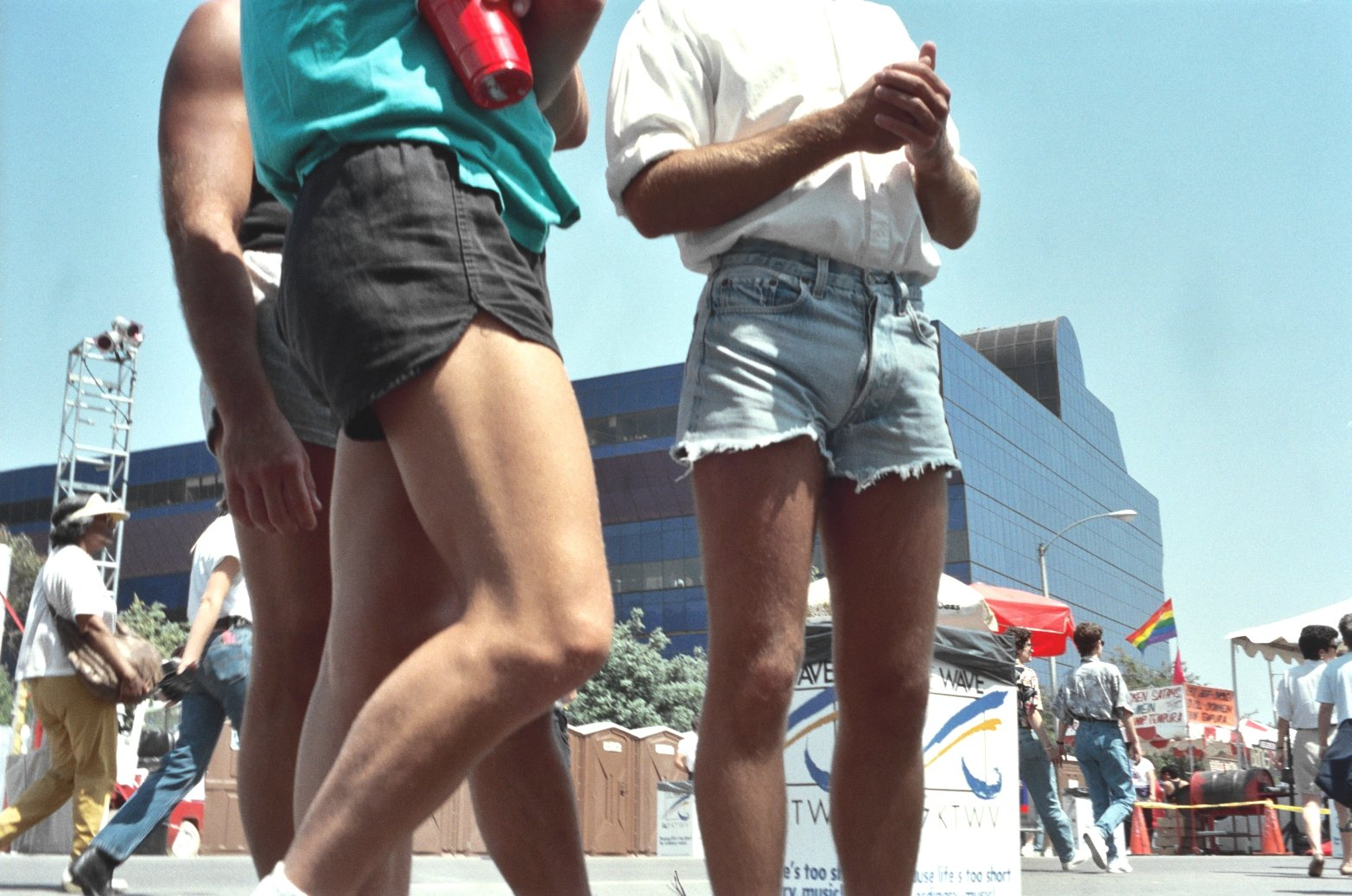
Hombres con jorts en 1991.

Los pantalones vaqueros se popularizaron en el siglo XIX, pero los pantalones cortos eran considerados inmodestos. Durante la contracultura en la década de 1960, cuando los pantalones cortos se hicieron populares, la gente comenzó a cortar los pantalones vaqueros para acortarlos. Los pantalones cortos de jean continuaron asociándose con la contracultura en la década de 1970, cuando fueron usados por artistas punk como Debbie Harry y Patti Smith. En las décadas siguientes, los pantalones cortos de mezclilla fueron populares entre las contraculturas como el hip hop, el monopatinaje y la cultura rave.
El personaje Daisy Duke, interpretado por Catherine Bach en The Dukes of Hazzard, llevaba cutoffs muy cortos. El estilo se hizo conocido en la década de 1970 como Daisy Dukes, un término todavía utilizado en la década de 2020. Los pantalones cortos de mezclilla muy cortos fueron el estilo dominante tanto para hombres como para mujeres en la década de 1970. En la década de 1980, los jorts largos con tiro alta y lavado a la piedra eran populares. El tenista Andre Agassi usó pantalones cortos de mezclilla Nike lavados con ácido en el Abierto de Estados Unidos 1988, una elección de tela atípica para este deporte. Los jorts holgados y de gran tamaño ingresaron al mercado en la década de 1980 y se asociaron con la cultura del surf y del monopatinaje.
Varios estilos de jorts fueron populares en la década de 1990. Los artistas de hip hop neoyorquino de la década de 1990, como Ol' Dirty Bastard y Killah Priest, popularizaron los pantalones cortos holgados. Los pantalones cortos fueron populares en la década de 1990 entre diseñadores como Azzedine Alaïa. Fueron usados por celebridades de la década de 1990 como Cindy Crawford, Mariah Carey, Halle Berry y Britney Spears. El estilo más antiguo de cut-off jeans00 se asociaba con músicos punk y grunge como Courtney Love.

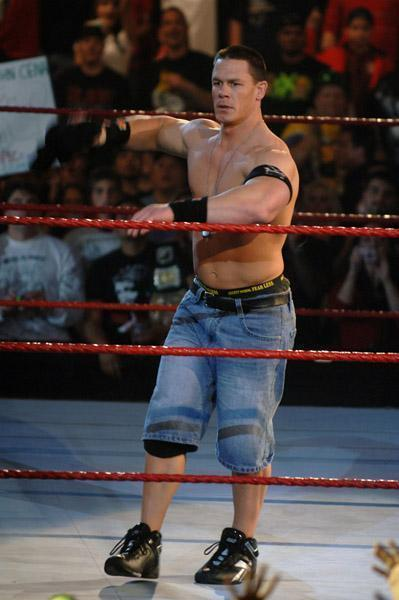
John Cena luchando en jorts.

Los jorts de diferentes longitudes se convirtieron en tendencia en la década de 2000. Raperos como Nelly y Lil Jon llevaban jorts holgados hasta los tobillos, y Chingy llevaba jorts naranjas extremadamente largos en los BET Awards de 2005. El luchador John Cena se hizo conocido por sus jorts holgados, que usaba como parte de su gimmick inicial de hip-hop y continuó usando a lo largo de su carrera. En la década de 2010, la moda incluía jorts coloridos y con tachuelas. Un artículo de 2016 en The Washington Post descubrió que, según datos de Google Trends, los pantalones cortos eran más populares en el Medio Oeste de Estados Unidos que los pantalones cortos cargo, que eran populares en el Sudeste y el Noroeste. 

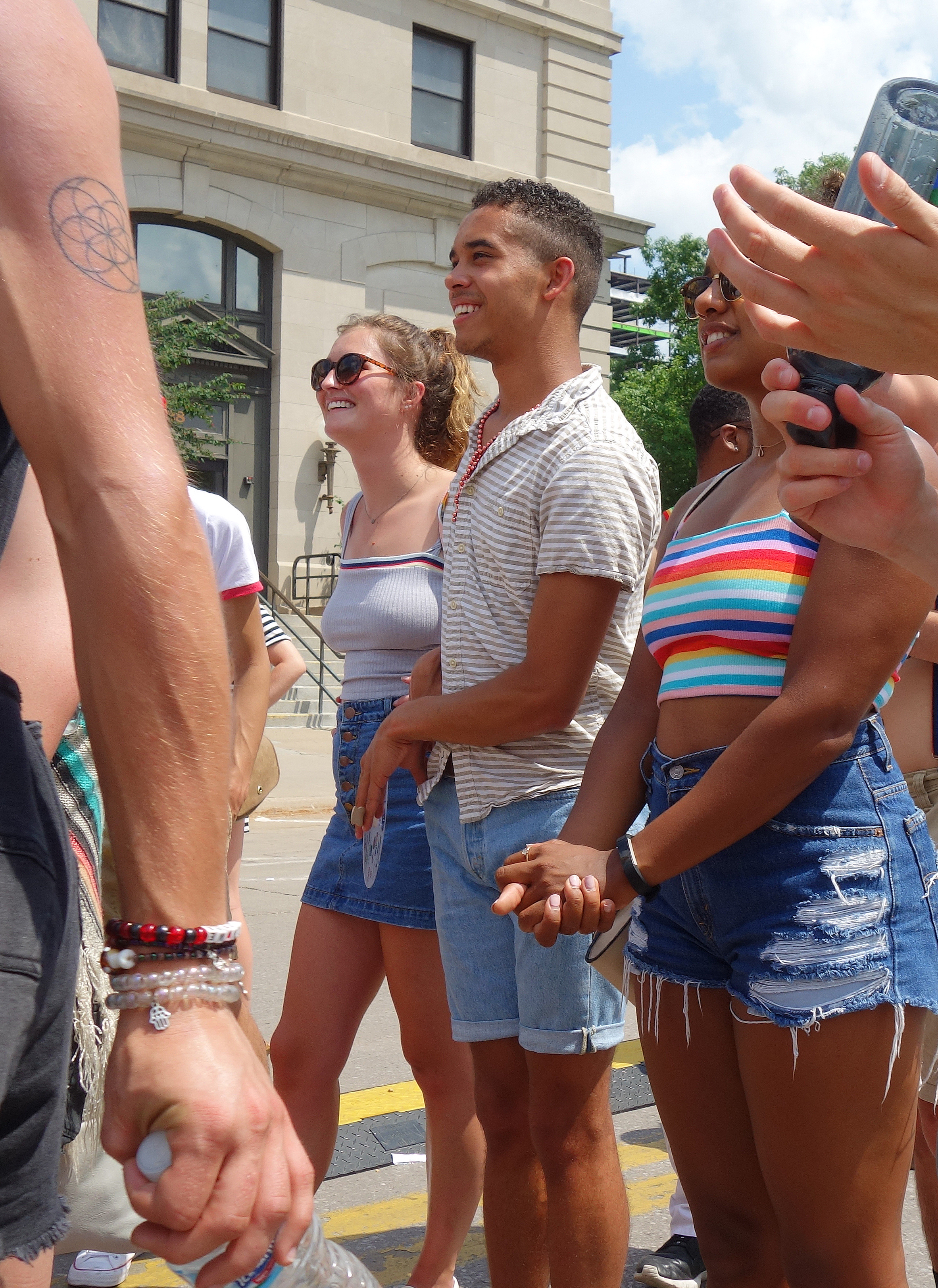
Personas en un evento del orgullo vistiendo varios estilos de jorts.

A principios de la década de 2020, los Daisy Dukes eran el estilo más popular de pantalones cortos de mezclilla, pero los pantalones cortos largos comenzaron a ganar popularidad. Los jorts largos se consideraban anticuados y se asociaban con los atuendos de «papás», pero se volvieron populares entre los hombres jóvenes que los usaron irónicamente en el verano de 2021. Modelos como Kendall Jenner y Gigi y Bella Hadid pusieron de moda los jorts largos. Los jorts largos se convirtieron en una tendencia importante en 2023, y fueron etiquetados por Vogue como una tendencia de verano de 2024. El estilo de pantalones cortos con largo bermuda, piernas anchas y cintura estrecha ganó popularidad en las redes sociales. Celebridades como Charli XCX, Justin Bieber y Hailey Baldwin y Dua Lipa los usaron. Marcas como Givenchy, Marine Serre, Valentino, Diesel y Louis Vuitton lanzaron versiones de lujo. La tendencia fue ampliamente asociada con la subcultura slacker u holgazana, mientras que algunos usuarios los asociaron con la moda Y2K de la década de 2000 o la moda andrógina. André Wheeler de Washington Post lo asoció con la tendencia «Brat summer» de Charli XCX. La tendencia fue polarizadora; algunos usuarios de Internet veían los jorts largos como ropa de verano cómoda y versátil, mientras que otros asociaban negativamente el largo con la moda «de papá».

## Estilos y popularidad
Los jorts se pueden hacer por uno mismo y se pueden hacer cortando pantalones vaqueros existentes, y los jorts comprados en la tienda se pueden doblar o deshilachar para que parezcan pantalones cortos hechos a mano. Muchos jorts se venden a través de vendedores de segunda mano. Los pantalones cortos están disponibles en varios colores y largos de entrepierna, y pueden tener bolsillos visibles. Los pantalones cortos técnicos, como los fabricados por Ripton & Co, están diseñados para la protección al aire libre.
Los jorts suelen ser menospreciados por ser inusualmente cortos o demasiado largos para adaptarse a la forma del cuerpo del usuario, y por ser un estilo obsoleto de los años 1990 o 2000. La cultura popular a menudo hace referencia humorística a los jorts para hombres, como en un comercial de Bud Light en la serie Real Men of Genius, y un sketch en The Tonight Show en el que Jimmy Fallon, Will Ferrell y Nick Jonas cantan sobre los jorts.